# Frisertærte
Frisertærte (på tysk Friesentorte) er en klassisk lagkage fra Nordfrisland og tilstødende områder i Nordtyskland. Lagkagen er bygget op af en mørdejsbund med op til tre lag af blommemos, butterdej og flødeskum. Kagen dækkes til sidst med et lag flødeskum og strøes med butterdejsstykker eller nødder. Dertil kommer lidt flormelis. Kagen findes i flere variationer. Det danske modstykke, gåsebryst, er lavet af marcipan.